# Eleanor F. Helin
Eleanor Key Francis "Glo" Helin (19 de novembre del 1932 - 25 de gener del 2009) fou una astrònoma  nord-americana. Va ser la principal responsable del programa Near Earth Asteroid Tracking (NEAT) del Jet Propulsion Laboratory (JPL)  NASA. Es va jubilar l'any 2002.
Va descobrir o co-descobrir 903 asteroides, en particular:
- Els primers dos  asteroides Aton: (2062) Aton i (2100) Ra-Shalom,
- Els  asteroides Apol·lo: 2135 Aristaeus, 3360 Syrinx 4034 Vishnu, 4197 Morpheus, 4660 Nereus, 4769 Castalia, 6489 Golevka i altres,
- Diversos  asteroides Amor: 3757 Anagolay, 3988 Huma, 4055 Magellan, 4957 Brucemurray, 5653 Camarillo, 7336 Saunders i 8013 Gordonmoore,
- Els asteroides Troians: (3240) Laocoont i (9969) Braille.

També va descobrir o co-descobrir alguns cometes com els cometes periòdics 111P / Helin-Roman-Crockett, 117P / Helin-Roman-Alu i 132p / Helin-Roman -Alu.
També es considera la descobridora de l'asteroide (4015) Wilson-Harrington i cometa 107P/Wilson-Harrington. Malgrat que  Wilson i  Harrington l'havien observat amb anterioritat, les seves observacions no havien permès establir l'òrbita d'aquest objecte, com si que es va poder fer en el seu redescobriment el 1979.
L'asteroide (3267) Glo porta el seu sobrenom.
Va treballar en ciència planetària i astronomia a l'Institut Tecnològic de Califòrnia i el Jet Propulsion Laboratory (JPL) durant més de tres dècades. A principis de la dècada de 1970, va posar en marxa el Planet-Crossing Asteroid Survey (PCAS) a l'observatori Palomar. Aquest programa fou responsable del descobriment de milers d'asteroides de tota classe, inclosos més de 200 que tenen una òrbita fortament  inclinada i altres amb paràmetres orbitals inusuals, 20 cometes i aproximadament el 30 per cent dels asteroides propers a la Terra descoberts a tot el món.
Va organitzar i coordinar l'International Near-Earth Asteroid Survey (INAS) a la dècada de 1980, tot fomentant i estimulant l'interès mundial pels asteroides. En reconeixement de la tasca realitzada, va rebre la medalla del Servei Excepcional de la  NASA. El 1997 se li concedí el Premi d'Excel·lència del JPL que li va ser atorgat en reconeixement del seu important paper en el programa Near Earth Asteroid Tracking (NEAT). També va rebre el premi Group Achievement Award de la NASA per a l'equip NEAT.
Després de liderar el programa de recerca fotogràfica PCAS a Mont Palomar durant gairebé 25 anys, va impulsar un nou programa d'investigació avançada mitjançant sensors electrònics muntats en un telescopi de gran obertura: NEAT. Ella va ser la principal responsable d'aquest programa dirigit pel JPL.
En funcionament des de desembre de 1995, NEAT és el primer programa d'observació automàtica. No hi ha personal del JPL, l'ordinador Sun Spark del JPL controla el sistema d'observació durant la nit i transmet les dades al JPL cada matí per a l'anàlisi i confirmació per part dels membres de l'equip. NEAT ha detectat més de 26.000 objectes, entre ells 31 asteroides propers a la Terra, dos cometes de llarg període i l'objecte singular 1996 PW, un asteroide que té l'excentricitat orbital més important fins ara coneguda (i = 0,99012940), que es mou en un òrbita de tipus cometària de llarg període (4.110,50  anys,  semieix major 256.601  UA).